# U-41 (1939)
| U-41                                                       | U-41 | U-41 |
| ---------------------------------------------------------- | --- | --- |
|                                                            | | |
|                                                            | | |
| Зображення підводного човна U-37, аналогічного з U-41 типу | | |
| Під прапором                                               | Третій Рейх | Третій Рейх |
| Спуск на воду                                              | 28 січня 1939 року | 28 січня 1939 року |
| Виведений зі складу флоту                                  | 22 квітня 1939 року | 22 квітня 1939 року |
| Сучасний статус                                            | 5 лютого 1940 року затоплений з усім екіпажем внаслідок атаки глибинними бомбами есмінця «Антілоуп»                                                               | 5 лютого 1940 року затоплений з усім екіпажем внаслідок атаки глибинними бомбами есмінця «Антілоуп»                                                               |
| Проєкт                                                     | | |
| Тип ПЧ                                                     | Торпедний ДПЧ | Торпедний ДПЧ |
| Розробник проєкту                                          | Deutsche Schiff- und Maschinenbau, AG Weser, Бремен | Deutsche Schiff- und Maschinenbau, AG Weser, Бремен |
| Основні характеристики                                     | | |
| Швидкість (надводна)                                       | 18,2 вузла | 18,2 вузла |
| Швидкість (підводна)                                       | 7,7 вузла | 7,7 вузла |
| Робоча глибина занурення                                   | 100 м | 100 м |
| Гранична глибина занурення                                 | 220 м | 220 м |
| Автономність плавання                                      | 78 миль (144 км) на швидкості 4 вузли (7,4 км/год) (у підводному положенні) 10 500 миль (19 400 км) на швидкості 10 вузлів (18,6 км/год) (у надводному положенні) | 78 миль (144 км) на швидкості 4 вузли (7,4 км/год) (у підводному положенні) 10 500 миль (19 400 км) на швидкості 10 вузлів (18,6 км/год) (у надводному положенні) |
| Екіпаж                                                     | 48 осіб | 48 осіб |
| Розміри                                                    | | |
| Довжина найбільша (по КВЛ)                                 | 76,50 м | 76,50 м |
| Ширина корпусу найб.                                       | 5,85 м | 5,85 м |
| Висота                                                     | 9,4 м | 9,4 м |
| Середня осадка (по КВЛ)                                    | 4,70 м | 4,70 м |
| Водотоннажність надводна                                   | 1032 т | 1032 т |
| Озброєння                                                  | | |
| Артилерія                                                  | 1 × 88-мм палубна гармата SK C/35 | 1 × 88-мм палубна гармата SK C/35 |
| Торпедно- мінне озброєння                                  | 4 носових і два кормових ТА. 22 торпеди або 44 міни TMA чи 66 TMB                                                                                                 | 4 носових і два кормових ТА. 22 торпеди або 44 міни TMA чи 66 TMB                                                                                                 |
| ППО                                                        | 1 × 37-мм зенітна гармата SKC/30 2 × 20-мм зенітні гармати FlaK 30                                                                                                | 1 × 37-мм зенітна гармата SKC/30 2 × 20-мм зенітні гармати FlaK 30                                                                                                |

U-41 — німецький підводний човен типу IX A, що входив до складу крігсмаріне за часів  Другої світової війни. Закладений 27 листопада 1937 року на верфі Deutsche Schiff- und Maschinenbau, компанії AG Weser у Бремені. Спущений на воду 28 січня 1939 року, 22 квітня 1939 року корабель увійшов до складу ВМС нацистської Німеччини під командуванням капітан-лейтенанта Густава-Адольфа Муглера.

## Історія служби
З 3 вересня 1939 року, коли на морі розпочався період активних бойових дій, і до останнього походу в лютому 1940 року U-41 здійснив 3 бойових походи в Атлантичний океан. Підводний човен потопив 5 суден противника сумарною водотоннажністю 22 815 брутто-реєстрових тонн, 2 судна захопив (2073 GRT) та 1 пошкодив (8096 GRT)
5 лютого 1940 року затоплений з усім екіпажем у результаті атаки глибинними бомбами британського есмінця «Антілоуп».

## Перелік уражених U-41 суден у бойових походах
| №                                                                        | Дата              | Назва         | Тип                | Належність      | Водотоннажність (брт) | Вантаж                                                                           | Конвой       | Результат та координати                                               | Наслідки атаки для екіпажу      | Прим. |
| ------------------------------------------------------------------------ | ----------------- | ------------- | ------------------ | --------------- | --------------------- | -------------------------------------------------------------------------------- | ------------ | --------------------------------------------------------------------- | ------------------------------- | ----- |
| Перший похід (19.08—17.09.1939, 30 діб; Вільгельмсгафен—Вільгельмсгафен) |                   |               |                    |                 |                       |                                                                                  |              |                                                                       |                                 |       |
| 1                                                                        | 16 вересня 1939   | Vega          | суховантажне судно | Фінляндія       | 974                   | 600 тонн генерального вантажу, у т.ч. целюлоза, будівельний ліс, фанера та папір |              | захоплено 58°00′ пн. ш. 4°00′ сх. д. / 58.000° пн. ш. 4.000° сх. д.   | ? (0 загиблих та ? вціліло)     |       |
| 2                                                                        | 16 вересня 1939   | Suomen Poika  | суховантажне судно | Фінляндія       | 1099                  | генеральний вантаж та целюлоза                                                   |              | захоплено 58°00′ пн. ш. 4°00′ сх. д. / 58.000° пн. ш. 4.000° сх. д.   | ? (0 загиблих та ? вціліло)     |       |
| Другий похід (7.11—7.12.1939, 31 доба; Вільгельмсгафен—Вільгельмсгафен)  |                   |               |                    |                 |                       |                                                                                  |              |                                                                       |                                 |       |
| 3                                                                        | 12 листопада 1939 | Cresswell     | траулер            | Велика Британія | 275                   | риба                                                                             |              | потоплений 58°32′ пн. ш. 7°55′ зх. д. / 58.533° пн. ш. 7.917° зх. д.  | 13 (6 загиблих та 7 вціліло)    |       |
| 4                                                                        | 12 листопада 1939 | Arne Kjøde    | танкер             | Норвегія        | 11019                 | дизельне паливо                                                                  |              | потоплений 58°51′ пн. ш. 8°07′ зх. д. / 58.850° пн. ш. 8.117° зх. д.  | 39 (5 загиблих та 34 вцілілих)  |       |
| 5                                                                        | 19 листопада 1939 | Darino        | суховантажне судно | Велика Британія | 1351                  | 1600 тонн генеральних вантажів, зокрема портвейн, сардини та каситерит           |              | потоплено 44°12′ пн. ш. 11°07′ зх. д. / 44.200° пн. ш. 11.117° зх. д. | 27 (16 загиблих та 11 вцілілих) |       |
| 6                                                                        | 21 листопада 1939 | Les Barges II | траулер            | Франція         | 296                   |                                                                                  |              | потоплений 45°35′ пн. ш. 3°22′ зх. д. / 45.583° пн. ш. 3.367° зх. д.  | 15 (усі вцілілі)                |       |
| Третій похід (27.01—5.02.1940, 10 діб; Гельголанд—загибель)              |                   |               |                    |                 |                       |                                                                                  |              |                                                                       |                                 |       |
| 7                                                                        | 5 лютого 1940     | Ceronia       | танкер             | Нідерланди      | 8096                  |                                                                                  |              | пошкоджений 49°14′ пн. ш. 8°34′ зх. д. / 49.233° пн. ш. 8.567° зх. д. | ? (0 загиблих та ? вціліло)     |       |
| 8                                                                        | 5 лютого 1940     | Beaverburn    | суховантажне судно | Велика Британія | 9874                  | генеральні вантажі                                                               | Конвой OA 84 | потоплено 49°20′ пн. ш. 10°07′ зх. д. / 49.333° пн. ш. 10.117° зх. д. | 77 (1 загиблий та 76 вцілілих)  |       |